# Hendrik vander Borght de Oudere
Hendrik vander Borght de Oudere (Brussel, 1583 - Frankfurt, 26 juli 1651) was een Zuid-Nederlands graveur en schilder van stillevens, die vooral in Duitsland actief was.
- Biografisch Portaal: 18628208
- Gemeinsame Normdatei: 116248084
- International Standard Name Identifier: 0000 0000 8704 9990
- KulturNav: a09bde33-144d-4df4-b904-196894a51680
- RKD-Nederlands Instituut voor Kunstgeschiedenis: 10695
- Union List of Artist Names: 500017512
- Virtual International Authority File: 27816892
- WorldCat: E39PBJj4xmgyvtY3jm7xxg7GpP